# 偏遠地區社會發展託管地
偏遠地區社會發展託管地是南澳州內相當於政府直屬之土地信託公司；乃於1978年，由州議會通過成立、列於南澳大利亞州地方政府區域之中，接受州政府所撥款項並負責轄下36個偏遠地區之行政的特別地方政府。託管地的行政責任不擴及於原住民保護區。
此區域幅員佔全州60%面積，轄境有624,339.0平方公里，居民有3,750人，其中639人為澳大利亞原住民。

## 外部連結
- 偏遠地區社會發展託管地官方網站
- map of communities 地圖集